# 交響曲第3番 (シマノフスキ)
カロル・シマノフスキの《交響曲第3番『夜の歌』》作品27は、1916年に作曲された交響曲である。

## 概要
シマノフスキは生涯に4つの交響曲を作曲している。1906年と1907年の間に作曲された《第1番》（但し後に撤回されており、近年まで上演・録音されることがなかった）、1909年から1910年にかけて作曲され、レーガーやリヒャルト・シュトラウス、スクリャービンの影響が見られる《第2番》、「協奏交響曲」と題されたピアノ協奏曲風の《第4番》および本作である。
《交響曲 第3番「夜の歌」》は、単一楽章の声楽つき交響曲（合唱交響曲）である。ソナタ形式によらずに自由に構成されており、交響曲というより実質的にはカンタータに分類され得る。無調的な響きやフランス印象主義ふうの異国情緒、ストラヴィンスキーを連想させる豪華絢爛で原色的な管弦楽法、スクリャービンばりの神秘性と官能性に満ち溢れた意欲的な作品である。

## 作曲の経緯
「夜の歌」の作曲は、シチリアや北アフリカ旅行の後シマノフスキがポーランドに戻ってきた1914年の夏から始まっているが、その後作曲には時間がかかり、1916年の夏になって完成した。

## 初演
当初、「夜の歌」はロシア人指揮者アレクサンドル・ジロティの指揮で、1916年9月19日にペトログラード (現・サンクトペテルブルク) で初演されるはずだった
。しかし、ロシアではロシア革命に至る騒乱が既に始まっており、この演奏会は延期されたあげく中止になり実現しなかった。
更に、ポーランドでの初演の計画も、戦争や革命騒ぎのため中止になり、結局、初演は作品完成から5年後の1921年11月24日になって、ロンドンでようやく実現した。初演の演奏は、アルバート・コーツ指揮ロンドン交響楽団。
しかし初演はされたもののスコア通りには演奏されず、不完全な状態で公表された。本来入っているはずのテノール独唱と混声合唱は省略され、独唱パートはチェロ、合唱はオルガンで代用された。なお、この時シマノフスキはアメリカ合衆国におり、ロンドンでの世界初演には立ち会っていない。
1924年になって今度はワルシャワで演奏された時には、ロンドンでの世界初演よりはましなものになり、Adams Dobosz の演奏によるテノール独唱が加わったが、合唱パートは相変わらずオルガンで代用された。ワルシャワ初演の指揮は、シマノフスキの友人で、当時のシマノフスキの演奏の権威、グジェゴシュ・フィテルベルクである。

## 楽器編成
- ピッコロ1、フルート3、オーボエ3、コーラングレー1、クラリネット3、小クラリネット1、バスクラリネット1、バスーン3、コントラバスーン1、ホルン6、トランペット4、トロンボーン2、バストロンボーン1、コントラバストロンボーン1、テューバ1、ティンパニー、大太鼓、シンバル、タムタム、トライアングル、タンバリン、小太鼓、チューブラーベル、ハープ2、ピアノ、チェレスタ、任意のオルガン、弦楽五部（第1ヴァイオリン16、第2ヴァイオリン14、ヴィオラ12、チェロ10、コントラバス8）、テノール独唱と混声合唱。

## 構成
次のように3つの部分から構成されるが、すべて間断なく連続して演奏されるため、実際には単一楽章の作品とみて差し支えない。
- 第1楽章 Moderato assai
- 第2楽章 Vivace scherzando
  - この楽章のみ、合唱はヴォカリーズとなる。
- 第3楽章 Largo

## テクスト
ペルシャの神秘主義の詩人ジャラール・ウッディーン・ルーミーの第2選集『ガザル』の296番のポーランド語訳から採られている。使われているポーランド語訳は、タデウシュ・ミチヌスキによる、ドイツ語訳 (ハンス・ベートゲによる翻訳) からの重訳である。